# أمانة الإصلاح الزراعي (المكسيك)
أمانة الإصلاح الزراعي (بالإسبانية: Secretaría de la Reforma Agraria) كانت أمانة في مجلس وزراء المكسيك. تم إنشاؤه بموجب القانون الأساسي للإدارة العامة الفيدرالية، حيث تتوافق المادة 41 مع ممارسة الوظائف والسلطات المنصوص عليها صراحةً في المادة 27 من دستور المكسيك، والتي تنص على حق عمال المزارع في امتلاك الأرض التي يعملون فيها.
بحلول عام 2013 تم استبدال أمانة الإصلاح الزراعي بأمانة التنمية الزراعية والأراضي والتنمية الحضرية.